# Amaya Alvez
Amaya Paulina Alvez Marín (Concepción, 1971) es una abogada chilena que fue electa como miembro de la Convención Constitucional en representación del Distrito N° 20. Desde el 6 de enero hasta el 18 de abril de 2022 formó parte de la mesa directiva de la Convención Constitucional, ejerciendo el cargo de vicepresidenta adjunta.

## Biografía
Nacida en Concepción, Amaya Álvez ha dedicado su vida profesional al estudio del derecho. Es abogada por la Universidad de Concepción, y doctora en Derecho por la Universidad de York, en Canadá.

### Trayectoria profesional
Actualmente se desempeña como académica de la Facultad de Ciencias Jurídicas y Sociales de la Universidad de Concepción donde ha impartido las cátedras de Derecho Constitucional, Historia Constitucional de Chile y de la Teoría General de los Derechos Fundamentales, junto a lo anterior se desempeña como investigadora del Centro de Recursos Hídricos para la Agricultura y la Minería (CRHIAM), y parte del Grupo Interdisciplinario de Investigación en Derechos Humanos y Democracia (GIDHD).

## Proceso constituyente y carrera política
Su participación en la idea de elaborar una nueva constitución no es nuevo.  Especial relevancia tuvo su trabajo en campañas como Marca Tu Voto (2013), Puentes para una Nueva Constitución (2016), Red de Constitucionalistas, y el comando por el Apruebo, “Que Chile Decida”.
En lo que fue el contexto político e institucional que surgió en Chile derivado del estallido social, y de la puerta institucional que abrió el Acuerdo por la Paz y una Nueva Constitución es que Amaya Álvez presentó su candidatura para las elecciones de convencionales constituyentes de 2021 por la lista de Apruebo Dignidad, como militante de Revolución Democrática. Resultó electa con la primera mayoría de su distrito.
Dentro de la Convención Constitucional integró la comisión transitoria de Reglamento, donde fue elegida coordinadora de dicha instancia junto a Daniel Bravo Silva. Tras la aprobación del reglamento de la Convención, en octubre de 2021, Alvez se incorporó a la comisión temática de Forma de Estado, Ordenamiento, Autonomía, Descentralización, Equidad, Justicia Territorial, Gobiernos Locales y Organización Fiscal.
En la etapa final, ingresó a la  comisión de Armonización.
El 6 de enero de 2022 asumió como vicepresidenta adjunta de la Convención, junto a Bárbara Sepúlveda, Lidia González, Tomás Laibe y Natividad Llanquileo. Renunció a dicho cargo el 18 de abril de 2022.

## Historial electoral
| Año  | Tipo                          | Territorio    | Pacto            | Partido | Votos  | %   | Resultado    |
| ---- | ----------------------------- | ------------- | ---------------- | ------- | ------ | --- | ------------ |
| 2021 | Convencionales constituyentes | 20.º distrito | Apruebo Dignidad | RD      | 18 430 | 6.0 | Convencional |